# Ikaros
För andra betydelser, se Ikaros (olika betydelser).

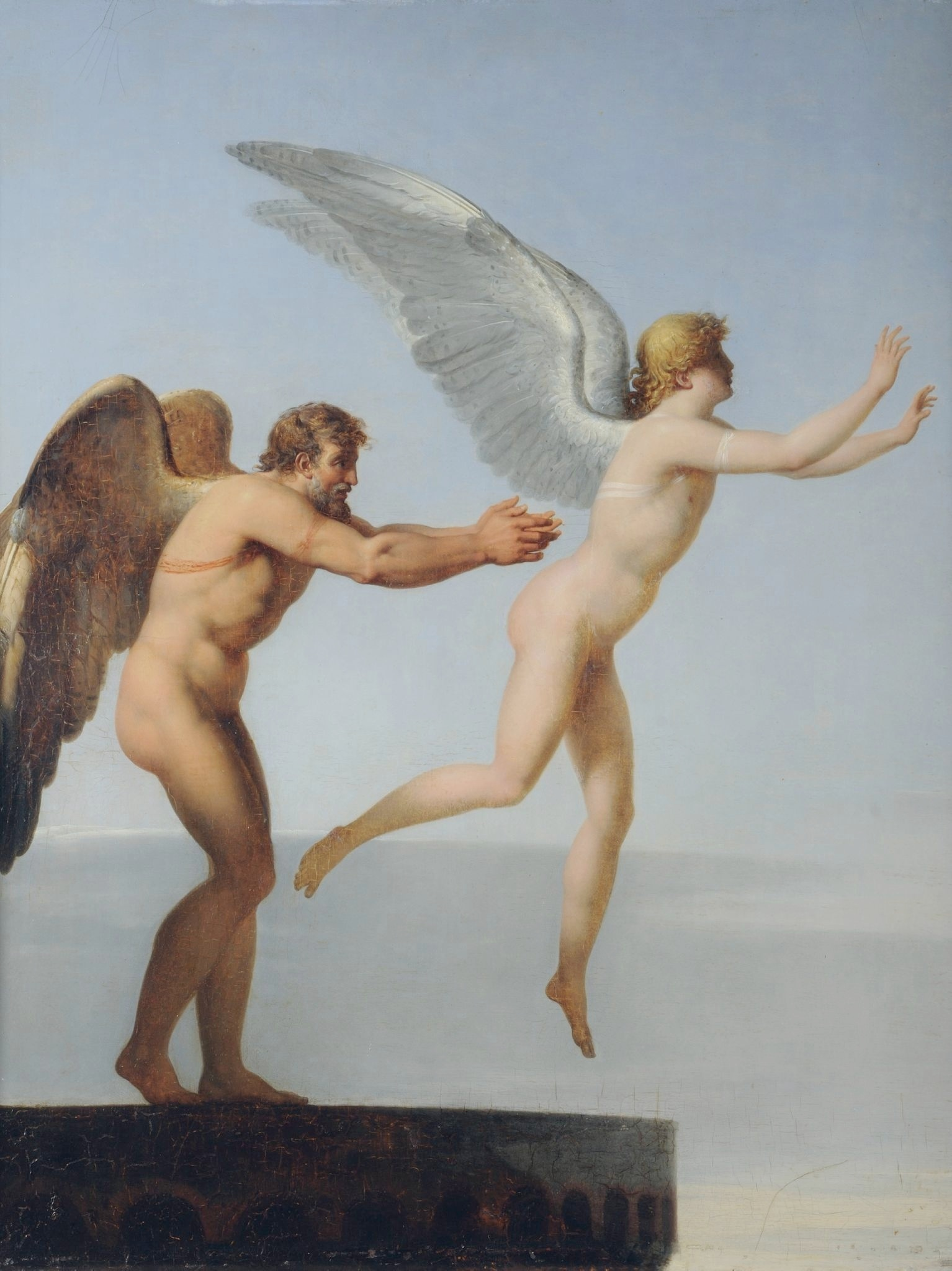
Ikaros och Daidalos. Målning av Charles Paul Landon.

Ikaros var en tragisk hjälte i grekisk mytologi, son till uppfinnaren Daidalos.
Ikaros fängslas tillsammans med sin far som fallit i onåd hos kung Minos på Kreta. Av vax och fjädrar tillverkar då Daidalos vingar åt dem båda och rymmer flygande över havet. Daidalos varnar sin son för att flyga för nära solen eftersom det skulle smälta vaxet i vingarna. Ikaros lyssnar inte på sin far, mister sina vingar och störtar ner i Egeiska havet där han drunknar.
Berättelsen om Ikaros handlar om övermod och hybris. I samband med flygets utveckling har Ikaros också framställts som hjälten som försöker att flyga, oaktat att han misslyckas.